# Нова Долина (гувернорат)
Нова Долина је један од 27 гувернората Египта. Заузима површину од 376.505 km². Према попису становништва из 2006. у гувернорату је живело 187.256 становника. Главни град је Харга.

## Становништво
| 2006.   | 2012. (процена) |
| ------- | --------------- |
| 187.256 | 208.000         |